# Ricci Harnett
Ricci Harnett, né le 8 février 1973 à Londres, est un acteur britannique.

## Biographie
Ricci Harnett fait ses débuts comme acteur dans le film Les Imposteurs (1991). Après quelques rôles à la télévision et au théâtre, il interprète ensuite un second rôle dans le film 28 jours plus tard (2002), puis se fait remarquer dans le film  L'Ascension d'un homme de main (en) (2007), où il tient le rôle principal. Il interprète ensuite encore un rôle principal dans le film Breathe (en) (2009) et des rôles importants dans les films Psychosis (en) (2010) et Top Dog (en) (2014).

## Filmographie

### Cinéma
- 1991 : Les Imposteurs : Steve
- 2002 : 28 jours plus tard : le caporal Mitchell
- 2006 : Joy Division (en) : le sergent Harry Stone
- 2007 : L'Ascension d'un homme de main (en) : Carlton Leach
- 2008 : Flick (en) : Creeper Martin
- 2009 : Breathe (en) : Bailey
- 2010 : Psychosis (en) : Peck
- 2011 : Turnout (en) : Grant
- 2012 : The Rise and Fall of a White Collar Hooligan (en) : D.S. McCartney
- 2013 : Vendetta (en) : Joe Windsor
- 2014 : Top Dog (en) : Mickey

### Télévision
- 1991 : Teenage Health Freak (en) (série TV, 6 épisodes) : Kenny Belcher
- 1995 : La Brigade du courage (série TV, saison 8 épisode 1) : Mal
- 1995 : Mr. Fowler, brigadier chef (série TV, saison 1 épisode 5) : Darren Grim
- 1997 : Affaires non classées (série TV, saison 2 épisodes 7 et 8) : Steve Abbott
- 1998-2003 : Roger Roger (en) (série TV, 14 épisodes) : Marlon
- 2002 : Judge John Deed (série TV, saison 2 épisode 3) : Kevin Helyer
- 2006 : Casualty (série TV, saison 21 épisodes 17 et 18) : Jordi